# Benimassot
Benimassot (spanisch Benimasot) ist eine Gemeinde im Südosten von Spanien in der Provinz Alicante in der Valencianischen Gemeinschaft. 2024 hatte die Gemeinde 96 Einwohner.

## Geografie
Benimassot liegt etwa 50 Kilometer nordnordöstlich von Alicante in einer Höhe von ca. 730 m. 

## Demografie
| 1900 | 1930 | 1950 | 1970 | 1981 | 1991 | 2001 | 2011 | 2021 |
| ---- | ---- | ---- | ---- | ---- | ---- | ---- | ---- | ---- |
| 353  | 300  | 252  | 157  | 115  | 118  | 147  | 124  | 97   |

## Sehenswürdigkeiten

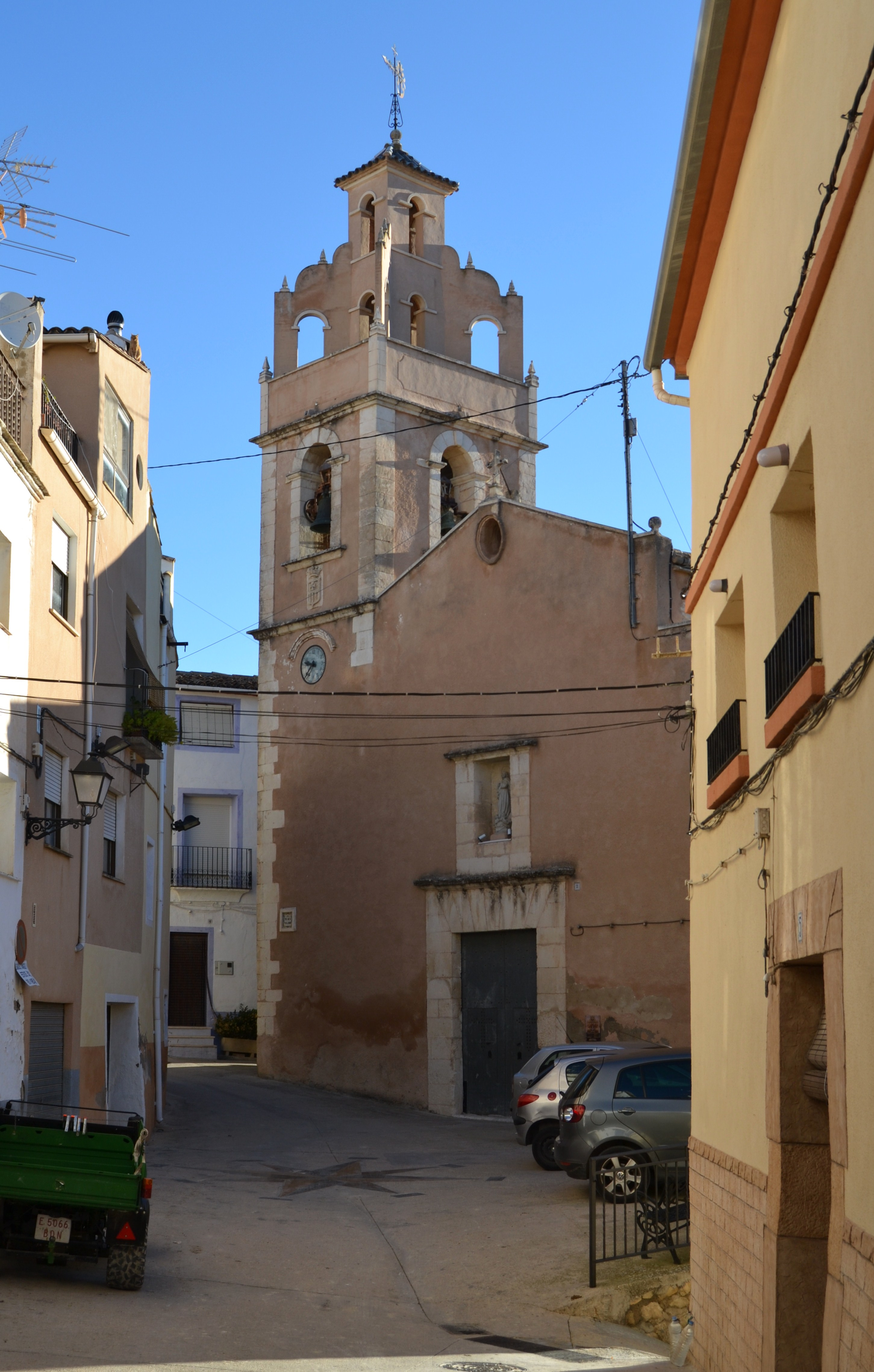
Kirche der Unbefleckten Empfängnis
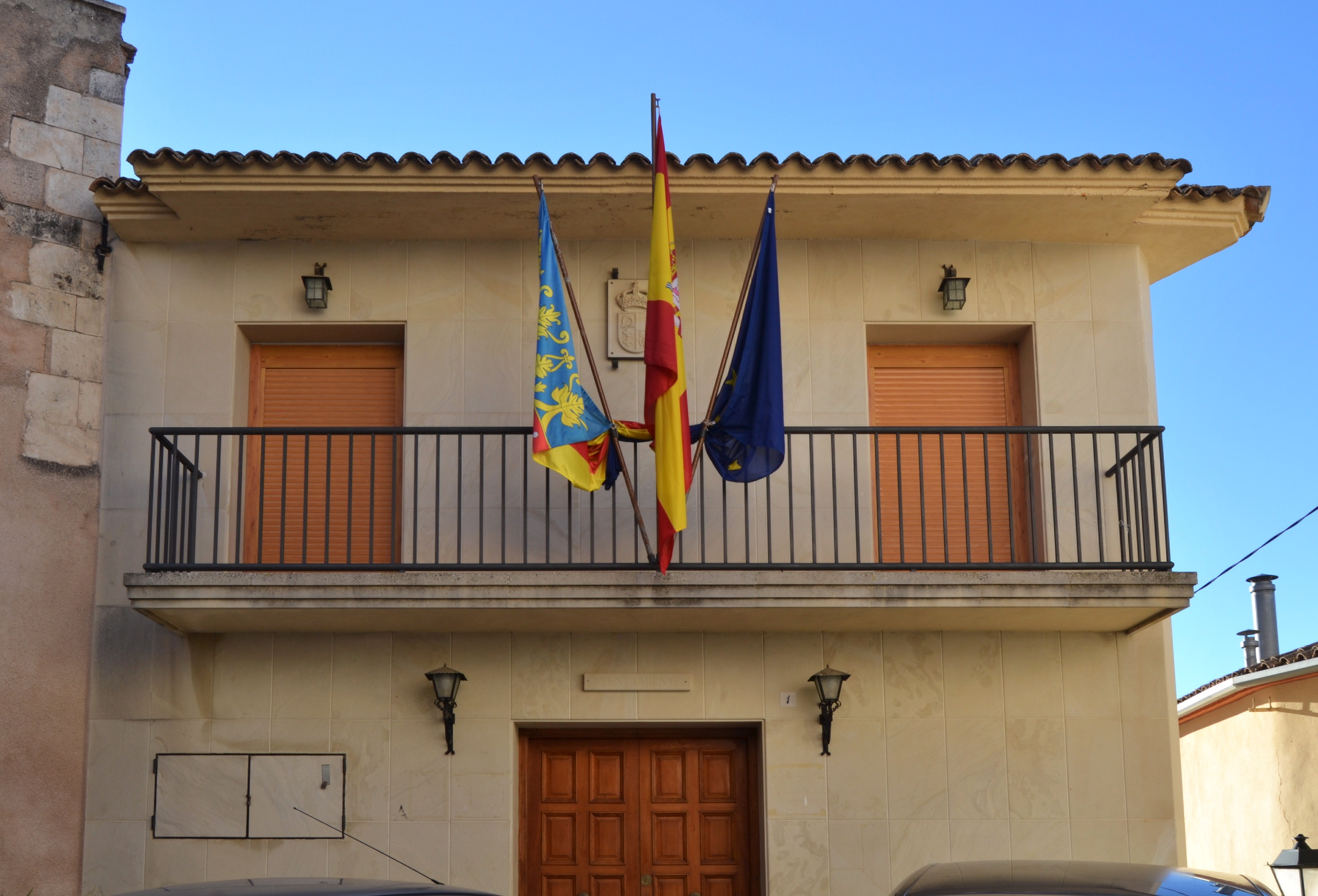
Rathaus

- Kirche der Unbefleckten Empfängnis
- Rathaus